# Tranquillo Barnetta
Tranquillo Barnetta (Pronúncia em italiano [traŋˈkwillo barˈnetta]; São Galo, 22 de maio de 1985) é um ex-futebolista suíço que atuava como meia.

## Clubes
Tranquillo começou sua carreira pelo St. Gallen mas logo foi adquirido pelo clube alemão Bayer Leverkusen em janeiro de 2004. Durante sua primeira temporada no Bayer, foi emprestado ao Hannover, retornando em março de 2005.
Após boa atuação na Copa do Mundo na Alemanha, Tranquillo se tornou titular regular no time do Bayer. A temporada 2008–09 foi esquecível para ele, após o Bayer ter terminado duas posições abaixo da campanha da temporada passada e seu número de gols diminuiu bastante. Durante o período de transferências do verão europeu, houve rumores de sua saída do clube por seu lugar na equipe estar em perigo por causa de Toni Kroos. Tranquillo reteve sua boa forma em 2009–10, marcando dois gols em seu segundo jogo da liga na temporada e contribuindo para a invencibilidade do Bayer durante o primeiro turno da liga. Na temporada de 2013–14, Tranquillo jogou por um ano emprestado ao Eintracht Frankfurt, retornando ao Schalke 04 em junho de 2014, clube com o qual assinou no fim da temporada 2011–12.
Em 2 de julho de 2012, após seu contrato com o Bayer ter terminado, o Schalke 04 confirmou sua aquisição num contrato profissional de três anos até 30 de junho de 2015. A transferência foi reportada como sendo um passe livre pelo diretor de comunicação e esporte do Schalke Horst Heldt. Tranquillo recebeu a camisa número 27, antes usada por Ciprian Deac. Em 23 de setembro de 2014, Tranquillo marcou seu primeiro gol pelo clube na segunda partida da liga na temporada 2014–15.
Em 29 de julho de 2015, assinou com o Philadelphia Union.

## Seleção nacional
Tranquillo é um antigo internacional jovem e fez parte da seleção sub-17 que conquistou o Campeonato Europeu Sub-17 de Futebol de 2002. Na Copa do Mundo FIFA de 2006, marcou o segundo gol da vitória suíça contra Togo, mas falhou um pênalti na disputa por pênaltis contra a Ucrânia, em que a Suíça perdeu por 3 a 0. Em 4 de julho, Tranquillo esteve na lista final do prêmio de Melhor Jogador Jovem. Esteve onipresente nas qualificatórias para a Copa do Mundo de 2010, em que a Suíça garantiu sua vaga ao terminar em primeiro no seu grupo. Tranquillo foi convocado à seleção suíça para a Copa do Mundo FIFA de 2014 no Brasil, mas não jogou nenhuma partida.

## Vida pessoal
Tranquillo é natural de São Galo. Seus pais são de descendência italiana e ele possui passaportes de ambas Suíça e Itália.